# Малхов (Мекленбург)
Малхов (њем. Malchow) град је у њемачкој савезној држави Мекленбург-Западна Померанија. Једно је од 60 општинских средишта округа Мириц. Према процјени из 2010. у граду је живјело 6.930 становника. Посједује регионалну шифру (AGS) 13056041.

## Географски и демографски подаци
Малхов се налази у савезној држави Мекленбург-Западна Померанија у округу Мириц. Град се налази на надморској висини од 75 метара. Површина општине износи 44,6 km². У самом граду је, према процјени из 2010. године, живјело 6.930 становника. Просјечна густина становништва износи 155 становника/km².

## Међународна сарадња
| Мјесто  | Држава               | Врста сарадње | Од    |
| ------- | -------------------- | ------------- | ----- |
| Кекфилд | Уједињено Краљевство | контакт       | 1991. |
|         | Шведска              | контакт       | 1991. |
| Извор   |                      |               |       |